# Апостольская префектура Цзямусы
 Апостольская префектура Цзямусы (лат. Praefectura Apostolica Khiamuszeensis) — апостольская префектура Римско-Католической церкви с центром в городе Цзямусы, Китай. Апостольская префектура Цзямусы подчиняется непосредственно Святому Престолу. В настоящее время кафедра апостольской префектуры является вакантной.

## История
9 июля 1928 года Римский папа Пий XI выпустил бреве Venerabilis frater, которым учредил миссию Sui iuris Илана, выделив её из апостольского викариата Вонсана (сегодня — Епархия Хамхына).
13 апреля 1937 года миссия sui iuris Илана была переименована в миссию sui iuris Цзямусы.
9 апреля 1940 года Римский папа Пий XII выпустил буллу Si apostolico, которой преобразовал миссию sui iuris Цзямусы в апостольскую префектуру.
В настоящее время апостольским администратором апостольской префектуры Цзямусы является ординарий апостольской префектуры Цицикара.

## Ординарии апостольской префектуры
- епископ Adalar Eberharter (13.03.1934 — 9.04.1940);
- епископ Hermenegild da Losenstein (18.04.1940 — 1983);
  - Sede vacante — c 1983 года по настоящее время.

## Источник
- Annuario Pontificio, Libreria Editrice Vaticana, Città del Vaticano, 2003, ISBN 88-209-7422-3
- Бреве Venerabilis frater, AAS 20 (1928), стр. 349  (лат.)
- Булла Si apostolico, AAS 32 (1940), стр. 475  (лат.)